# Хан Кым Силь
Хан Кым Силь (кор. 한금실; род. 24 января 1968) — южнокорейская хоккеистка на траве, полевой игрок. Серебряный призёр летних Олимпийских игр 1988 года, участница летних Олимпийских игр 1992 года, чемпионка летних Азиатских игр 1990 года.

## Биография
Хан Кым Силь родилась 24 января 1968 года.
В 1988 году вошла в состав женской сборной Южной Кореи по хоккею на траве на летних Олимпийских играх в Сеуле и завоевала серебряную медаль. Играла в поле, провела 5 матчей, мячей не забивала.
В 1990 году завоевала золотую медаль хоккейного турнира летних Азиатских игр в Пекине.
В 1992 году вошла в состав женской сборной Южной Кореи по хоккею на траве на летних Олимпийских играх в Барселоне, занявшей 4-е место. Играла в поле, провела 5 матчей, мячей не забивала.